# Linea Jōmō
La  Linea Jōmō (上毛線?, Jōmō-sen), gestita dalla società Ferrovia Elettrica Jōmō, è una ferrovia suburbana a scartamento ridotto che collega le stazioni di Chūō-Maebashi a Maebashi con quella di Nishi-Kiryū, a Kiryū, passando per un breve tratto anche per la città di Midori, tutte nella prefettura di Gunma. Il percorso si snoda per circa 25 km a sud delle pendici del monte Akagi attraversando un territorio prevalentemente agricolo.

## Servizi e stazioni

### Tipologie di servizi
Tutti i treni fermano in tutte le stazioni. Durante le ore di punta percorrono la linea dai 3 ai 4 treni all'ora, mentre per il resto della giornata è presente un cadenzamento ogni 30 minuti. Aspetto raro per le ferrovie giapponesi, la linea Jōmō permette il trasporto gratuito delle biciclette a bordo treno.

### Stazioni
Tutte le stazioni si trovano nella prefettura di Gunma.
| Stazione             | Giapponese       | Distanza | Distanza | Collegamenti                                                      | Posizione |
| Stazione             | Giapponese       | Interst. | Totale   | Collegamenti                                                      | Posizione |
| -------------------- | ---------------- | -------- | -------- | ----------------------------------------------------------------- | --------- |
| Chūō-Maebashi        | 中央前橋         | -        | 0.0      | Linea Ryōmō (stazione di Maebashi)                                | Maebashi  |
| Jōtō                 | 城東             | 0.8      | 0.8      |                                                                   | Maebashi  |
| Mitsumata            | 三俣             | 0.8      | 1.6      |                                                                   | Maebashi  |
| Katakai              | 片貝             | 0.6      | 2.2      |                                                                   | Maebashi  |
| Kamiizumi            | 上泉             | 1.0      | 3.2      |                                                                   | Maebashi  |
| Akasaka              | 赤坂             | 1.1      | 4.3      |                                                                   | Maebashi  |
| Shinzō-Kekkan Center | 心臓血管センター | 1.3      | 5.6      |                                                                   | Maebashi  |
| Egi                  | 江木             | 0.6      | 6.2      |                                                                   | Maebashi  |
| Ōgo                  | 大胡             | 2.1      | 8.3      |                                                                   | Maebashi  |
| Higoshi              | 樋越             | 1.6      | 9.9      |                                                                   | Maebashi  |
| Kitahara             | 北原             | 1.0      | 10.9     |                                                                   | Maebashi  |
| Araya                | 新屋             | 1.1      | 12.0     |                                                                   | Maebashi  |
| Kasukawa             | 粕川             | 1.3      | 13.3     |                                                                   | Maebashi  |
| Zen                  | 膳               | 1.0      | 14.3     |                                                                   | Maebashi  |
| Niisato              | 新里             | 1.5      | 15.8     |                                                                   | Kiryū     |
| Nikkawa              | 新川             | 1.9      | 17.7     |                                                                   | Kiryū     |
| Higashi-Nikkawa      | 東新川           | 1.0      | 18.7     |                                                                   | Kiryū     |
| Akagi                | 赤城             | 0.9      | 19.6     | Linea Tōbu Kiryū Ferrovia Watarase Keikoku (stazione di Ōmama)    | Midori    |
| Kiryū-Kyūjō-Mae      | 桐生球場前       | 2.2      | 21.8     | Ferrovia Watarase Keikoku (stazione di Undō-Kōen)                 | Kiryū     |
| Tennōjuku            | 天王宿           | 1.0      | 22.8     |                                                                   | Kiryū     |
| Fujiyamashita        | 富士山下         | 0.9      | 23.7     |                                                                   | Kiryū     |
| Maruyamashita        | 丸山下           | 0.6      | 24.3     |                                                                   | Kiryū     |
| Nishi-Kiryū          | 西桐生           | 1.1      | 25.4     | Linea Ryōmō (stazione di Kiryū) Ferrovia Watarase Keikoku (Kiryū) | Kiryū     |

## Materiale rotabile
- Jōmō Serie 800 (ex treni Tokyo Metro)
- Jōmō Serie 700 (ex treni Keiō Corporation)
- Jōmō Serie DeHa 100 (treno storico per eventi)

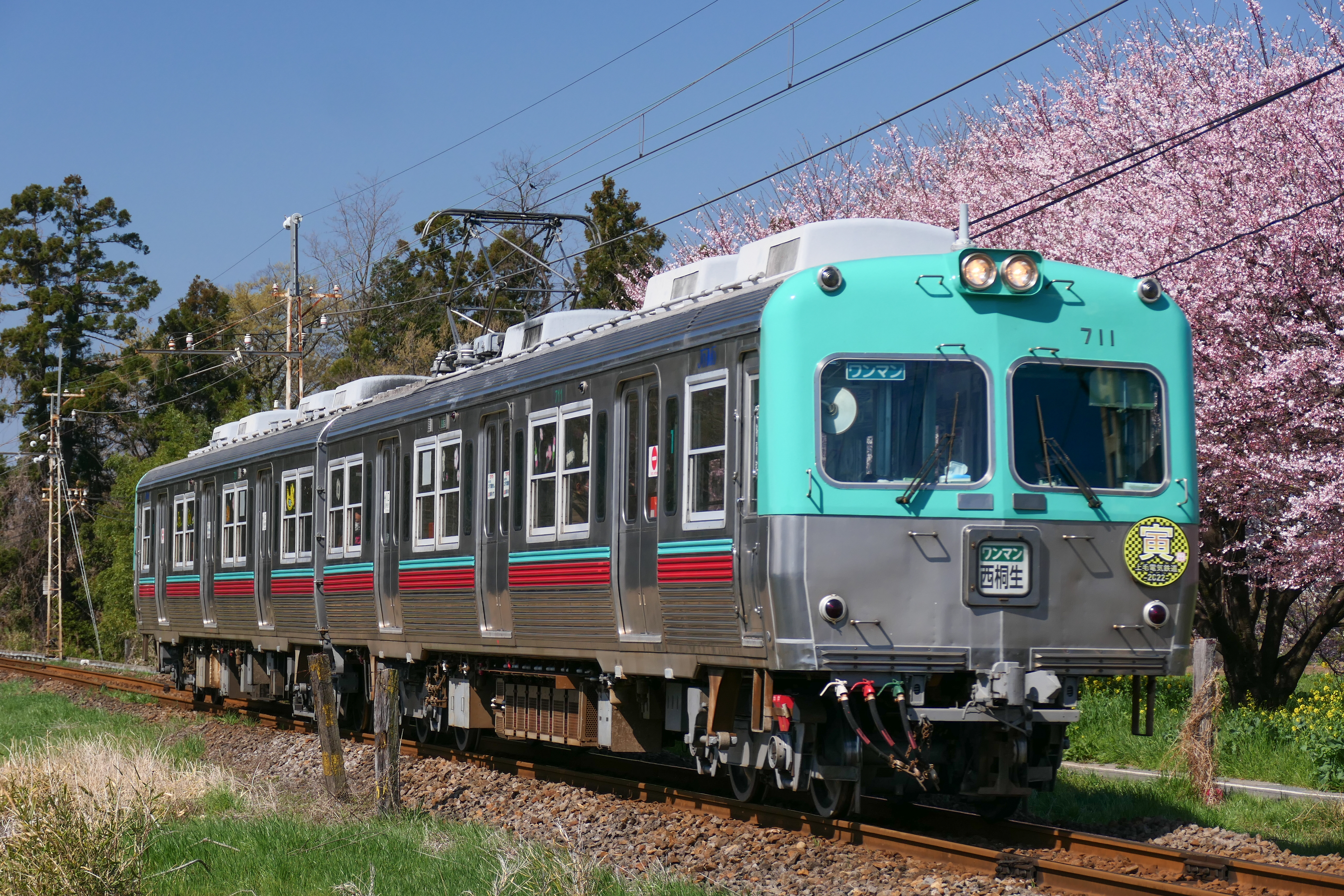
Jōmō serie 700
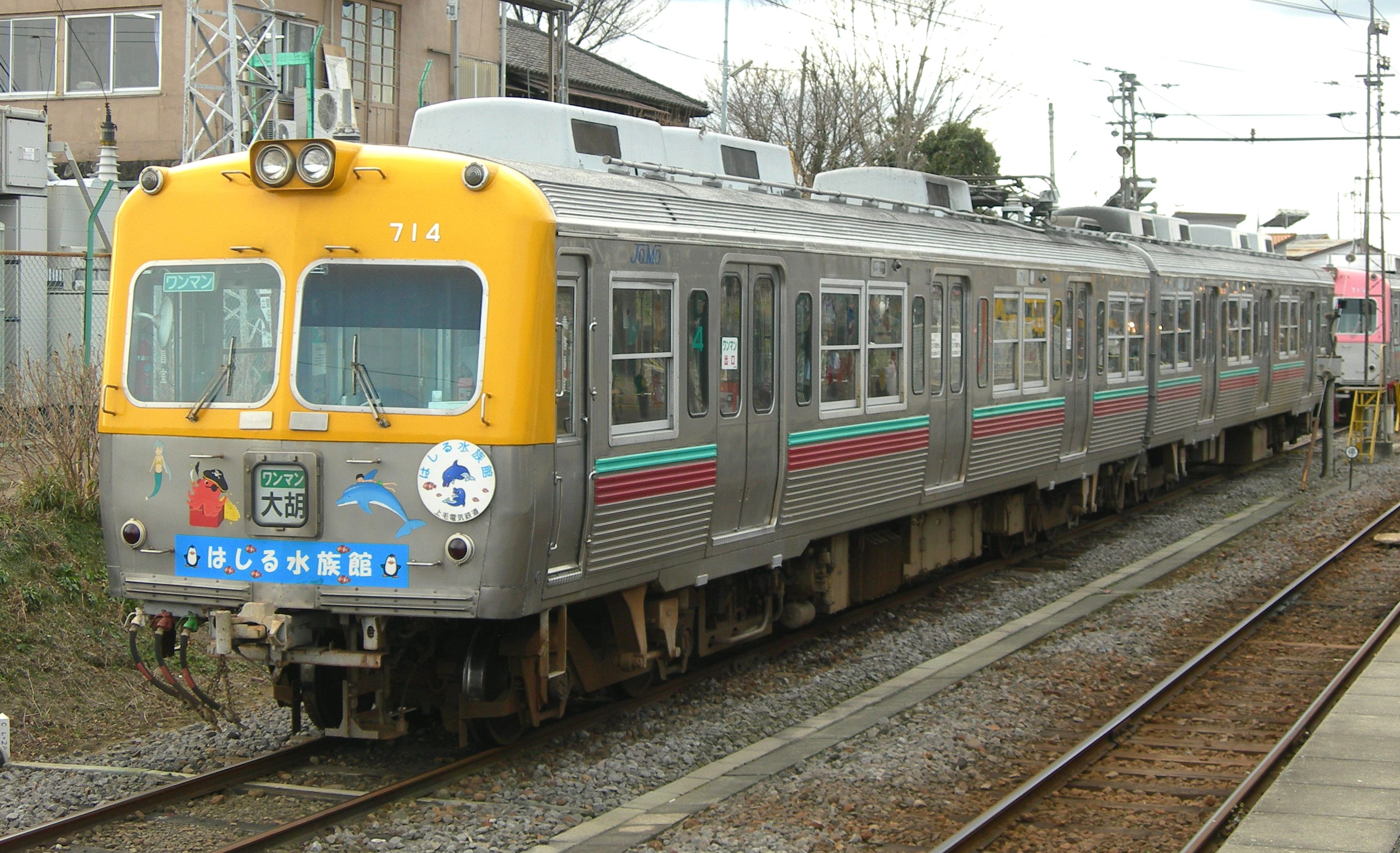
Serie 700 in livrea acquario
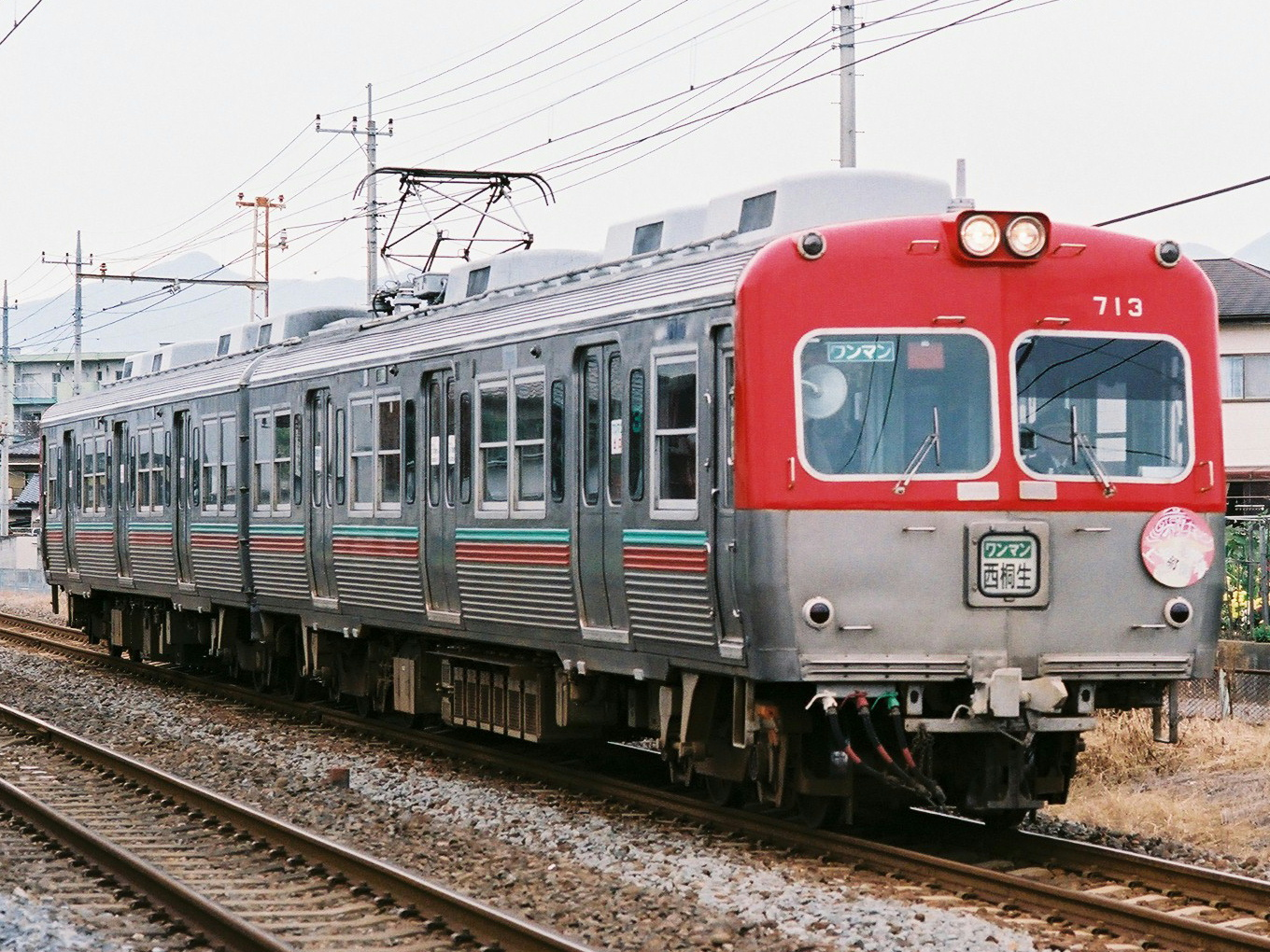
Serie 700 con frontale rosso